# Дом Носовых (Калуга)
Усадьба Носовых — многоквартирное жилое здание, в прошлом жилой особняк в Калуге. Объект культурного наследия России. Нынешний адрес объекта — улица Кутузова, 2/1.

## История
Строительство здания началось в 1782 году по проекту Петра Никитина.
Дом был построен для купцов Носовых. Они же и были его владельцами до 1841 года. По одной из версий, сами купцы там не жили, это был так называемый «доходный дом». Спустя некоторое время новыми владельцами дома стала другая купеческая семья Калуги — Блистановы. Во время Отечественной войны 1812 года в доме содержались пленные французы.
Начиная с 1874 года дом был арендован. В нём располагалось Управление Ряжско-Вяземской железной дороги, где в то время служил Глеб Успенский, о чём в настоящее время свидетельствует расположенная на здании памятная доска.
После 1918 года на первом этаже здания был открыт магазин, второй и третий этаж оставались жилыми.
30 марта 1972 в здании был открыт магазин самообслуживания «Урожайный». В 1990-е годы проведён капитальный ремонт. В настоящее время Усадьба Носовых является главным зданием Городской Управы города Калуги.